# Nacker Küllenberg
Nacker Küllenberg, bis 1935 nur Küllenberg genannt, ist eine aus einer Hofschaft hervorgegangene Ortslage in der bergischen Großstadt Solingen.

## Lage und Beschreibung
Der Ort liegt im Stadtteil Aufderhöhe an einem Talhang des Nacker Bachtals östlich der Löhdorfer Straße und grenzt unmittelbar an Höhscheid an. Der Ortsname Nacker Küllenberg kommt als Straßenname heute nicht mehr vor. Die zu dem Ort gehörenden Gebäude befinden sich zwischen dem Abzweig Brockenstraße und dem Ende der Watzmannstraße, die von der Löhdorfer Straße abzweigt und in das Nacker Bachtal führt. Benachbarte Orte sind bzw. waren (von Nord nach West): Straßen, Oben-, Mittel- und Untenkatternberg, Nöhrenhaus, Nöhrenkotten, Delle, Jammertal sowie Greuel.

## Namensgebung
Der Ortsname lautete bis 1935 nur Küllenberg (vermutlich abgeleitet von dem Familiennamen Küllenberg). Aufgrund der Verwechslungsgefahr zur Straße Küllersberg im Gräfrather Ortskern wurde am 26. April 1935 die vom Nacker Bachtal abgeleitete Ortsbezeichnung Nacker dem Ortsnamen hinzugefügt.

## Geschichte
Küllenberg ist als Hofschaft seit dem 17. Jahrhundert nachweisbar. Im Jahre 1715 ist der Ort in der Karte Topographia Ducatus Montani, Blatt Amt Solingen, von Erich Philipp Ploennies mit einer Hofstelle verzeichnet, jedoch nicht entzifferbar benannt. Die Topographische Aufnahme der Rheinlande von 1824 verzeichnet den Ort als auf d. Küllenberg und die Preußische Uraufnahme von 1844 als Küllenberg. In der Topographischen Karte des Regierungsbezirks Düsseldorf von 1871 ist der Ort ohne Namen verzeichnet. Die Preußische Neuaufnahme von 1893 verzeichnet den Ort als Kultenberg.
Der Ort gehörte ursprünglich zur Honschaft Barl innerhalb des Amtes Solingen. Im Zuge von Grenzkorrekturen zwischen den Kirchspielen Solingen und Wald wurde 1805/1806 der Verlauf der Löhdorfer Straße als Kirchspielgrenze festgelegt. So fiel Küllenberg an die Honschaft Ruppelrath im Kirchspiel Solingen.:232 Nach Gründung der Mairien und späteren Bürgermeistereien 1808 gehörte Küllenberg so zur Bürgermeisterei Höhscheid, die 1856 zur Stadt erhoben wurde. 
1815/16 lebten 72, im Jahr 1830 87 Menschen im Wohnplatz. 1832 war der Ort weiterhin Teil der Honschaft Ruppelrath innerhalb der Bürgermeisterei Höhscheid, dort lag er in der Flur I. Katternberg. Der nach der Statistik und Topographie des Regierungsbezirks Düsseldorf als Hofstadt kategorisierte Ort besaß zu dieser Zeit neun Wohnhäuser und acht landwirtschaftliche Gebäude. Zu dieser Zeit lebten 66 Einwohner im Ort, davon acht katholischen und 58 evangelischen Bekenntnisses. Die Gemeinde- und Gutbezirksstatistik der Rheinprovinz führt den Ort 1871 mit acht Wohnhäuser und 91 Einwohnern auf. Im Gemeindelexikon für die Provinz Rheinland von 1888 werden 14 Wohnhäuser mit 100 Einwohnern angegeben. 1895 besitzt der Ortsteil 14 Wohnhäuser mit 99 Einwohnern und gehörte zum evangelischen Kirchspiel Rupelrath und der katholischen Pfarrei Ohligs, 1905 zählt der Ort 13 Wohnhäuser mit 78 Einwohnern.
Mit der Städtevereinigung zu Groß-Solingen im Jahre 1929 wurde Küllenberg in die neue Großstadt Solingen eingemeindet. Nach den heutigen Stadtteilgrenzen gehört Nacker Küllenberg zu Aufderhöhe. Die wenigen noch vorhandenen Gebäude sind vermutlich seit Ende der 1970er Jahre zur Watzmannstraße nummeriert, die zu diesem Zeitpunkt ins Nacker Bachtal verlängert wurde. Die Ortsbezeichnung Nacker Küllenberg findet sich jedoch bis heute im Solinger Stadtplan.